# Gyōnen
 (décembre 2023).
Gyōnen (凝然), né le 30 mars 1240 et mort le 26 septembre 1321, était un moine bouddhiste japonais de l’école Kegon. Il a écrit de nombreux ouvrages sur l’histoire du bouddhisme et les enseignements religieux.

## Biographie
Gyōnen est issu d’une branche de la famille Fujiwara. Il prit la tonsure au mont Hiei à l’âge de seize ans selon les préceptes de l’école ésotérique Tendai, puis entra en tant que novice au Tōdai-ji de Nara et étudia auprès du maître Enshō les enseignements de diverses écoles bouddhiques, en plus du Kegon:  le Ritsu, le Tendai, le Shingon, le Hossō... 
Dans ses jeunes années, il étudia aussi plus profondément l’enseignement de la Terre pure auprès d’Enshō, du Zen auprès de Chōsai et du Kegon auprès de Sōshō. À Todai-ji, centre du Kegon au Japon dont il était devenu l'abbé, Il donna fréquemment des conférences sur l'Avataṃsaka sūtra. À la mort d’Enshō en 1277, il lui succéda à la tête du Kaidan-in (estrade d’ordination kaidan, 戒壇,) du Tōdai-ji. 
Il contribua fortement au renouveau de l’école Kegon du Tōdai-ji par la recherche de dogmes plus éclectiques qui intégraient des pratiques ou rituels d’autres écoles, Zen, Shigon, Ritsu ou de la Terre pure[réf. nécessaire].
De son temps, son érudition était reconnue au Japon, et l’empereur Go-Uda l’honora du titre de kokushi, « enseignant national » (chinois: guoshi). Il est mort au Kaidan-in en 1321 à l’âge de 82 ans. 

## Œuvre
Gyônen  a été un auteur prolifique: il a écrit plus de 120 ouvrages sur le bouddhisme et tous ses aspects. Son œuvre la plus célèbre est le Hasshū kōyō (« L'essentiel des huit  traditions ») — un « excellent ouvrage d'initiation » à l'école Kegon selon Louis Frédéric, et qui fournit une vue d'ensemble systématique de l'histoire et des doctrines de huit écoles majeures durant les époques de Nara et de Heian. On mentionnera aussi son Histoire de la transmission et de la propagation du bouddhisme dans trois pays — à savoir l'Inde, la Chine et le Japon. 
Sa conception du bouddhisme japonais comme un ensemble d'écoles indépendantes identifiées par des doctrines distinctes et des lignes de transmission indépendantes a eu un impact fort sur ce qu'on appelle aujourd'hui les études bouddhistes,. 